# Cartoful în arta europeană
Spre sfârșitul secolului 18 peisajele rurale reapar în arta europeană, prezentând și viața și munca țăranilor. Având ca fundal orașul Hanovra, Arthur von Ramberg pictează țărani și țărance culegând cartofi (Vedere din Hanovra). Cartoful începe să apară și în opere de artă cu fețe regale. De exemplu, în tabloul lui Warthmüller apare Frederic cel Mare inspectând câmpurile de cartofi de la Oberbruch.
În 1876, în lucrarea lui Trübner (Câmpi de cartofi la Wessling) cartoful ajunge deja personajul principal.
Alături de lucrările lui Vincent van Gogh pot fi enumerate și picturile lui Max Liebermann (Recoltarea cartofilor-1895, Înainte de masă-1894, Țărani căutând cartofi).
Foarte bine reliefată este truda țăranilor care muncesc pentru a cultiva cartoful, așa cum reiese și din gravura lui Breton Recoltatul cartofului sau lucrarea cu același subiect al lui Schulze.
Jules Breton (1827-1906) realizează Femei lucrând la câmp la recoltarea cartofului.
Pentru Michaud Raoul cartoful a devenit simbolul forțelor revoluționare generate din însuși contradicțiile societății (în tabloul La Bataille des Pommes de Terre - Războiul cartofului din 1948).

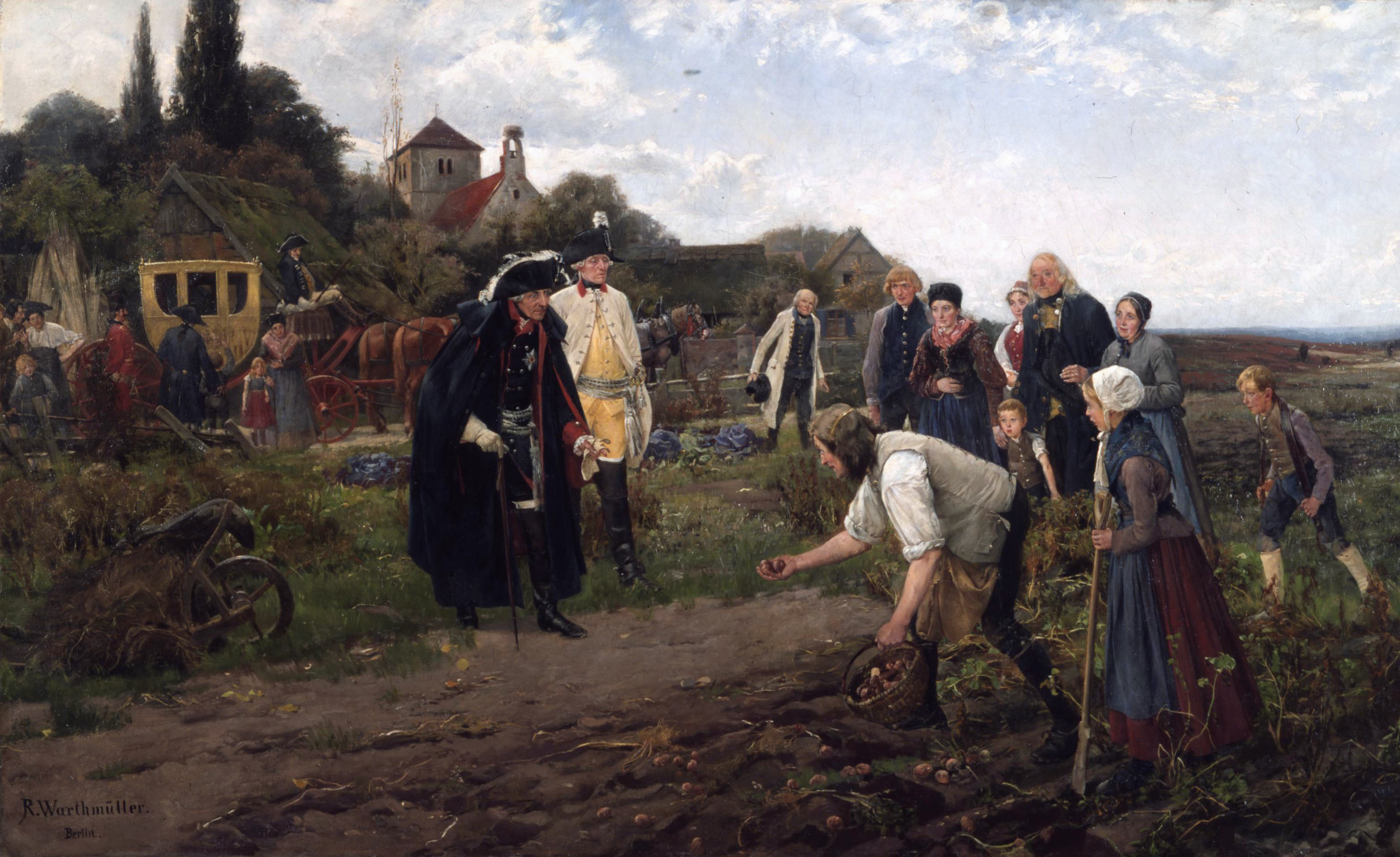
Regele Federico al II-lea inspectează un câmp de cartofi
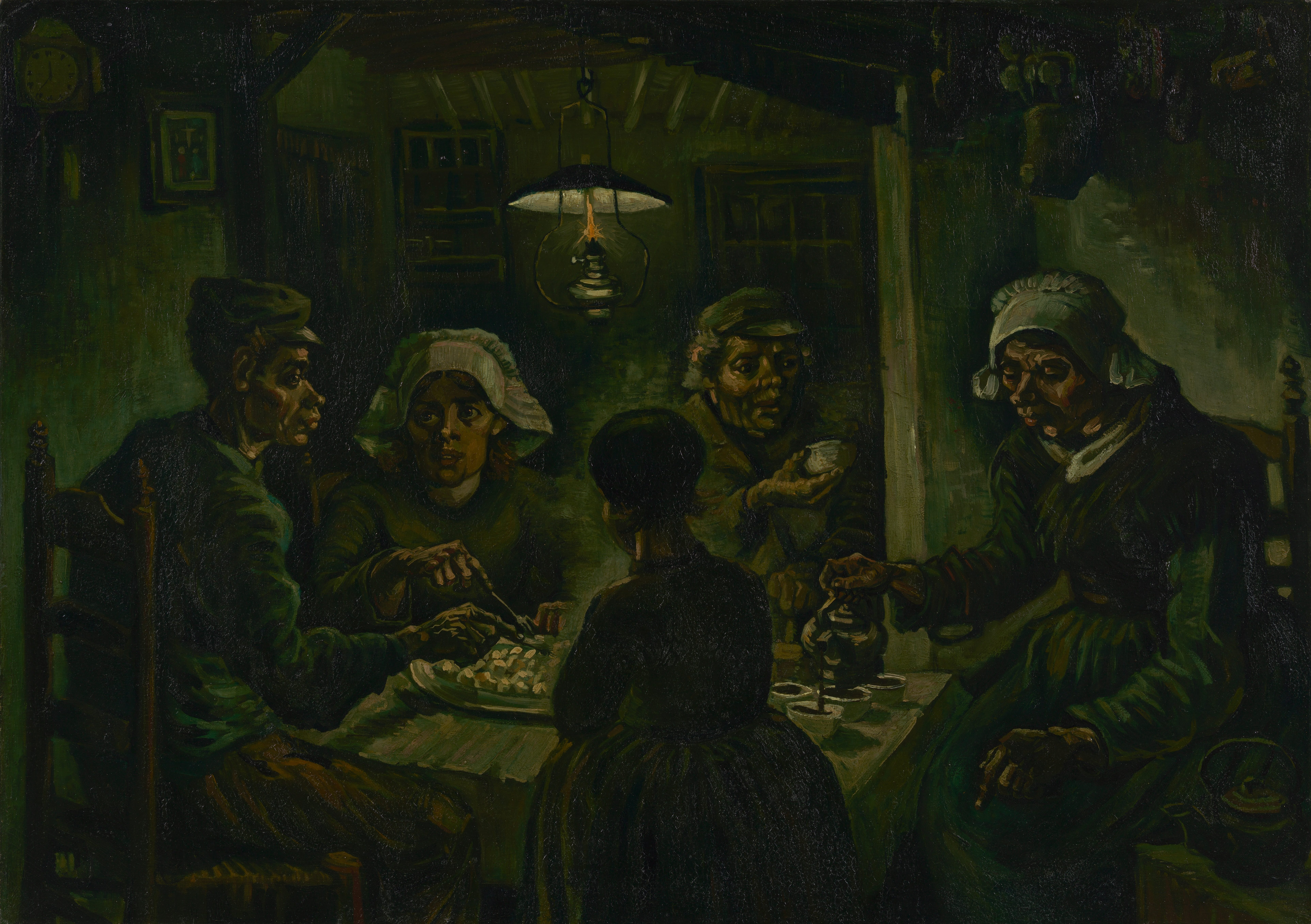
Mâncătorii de Cartofi (Los comedores de papas), pictură de Vincent van Gogh, 1885, Muzeul Van Gogh
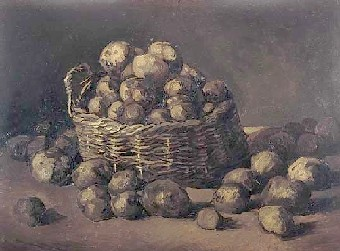
pictură de Vincent van Gogh
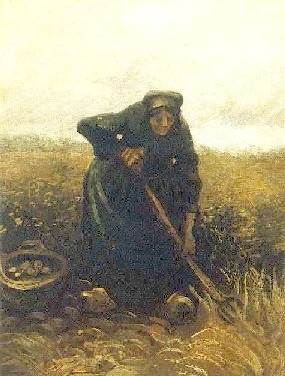
pictură de Vincent van Gogh

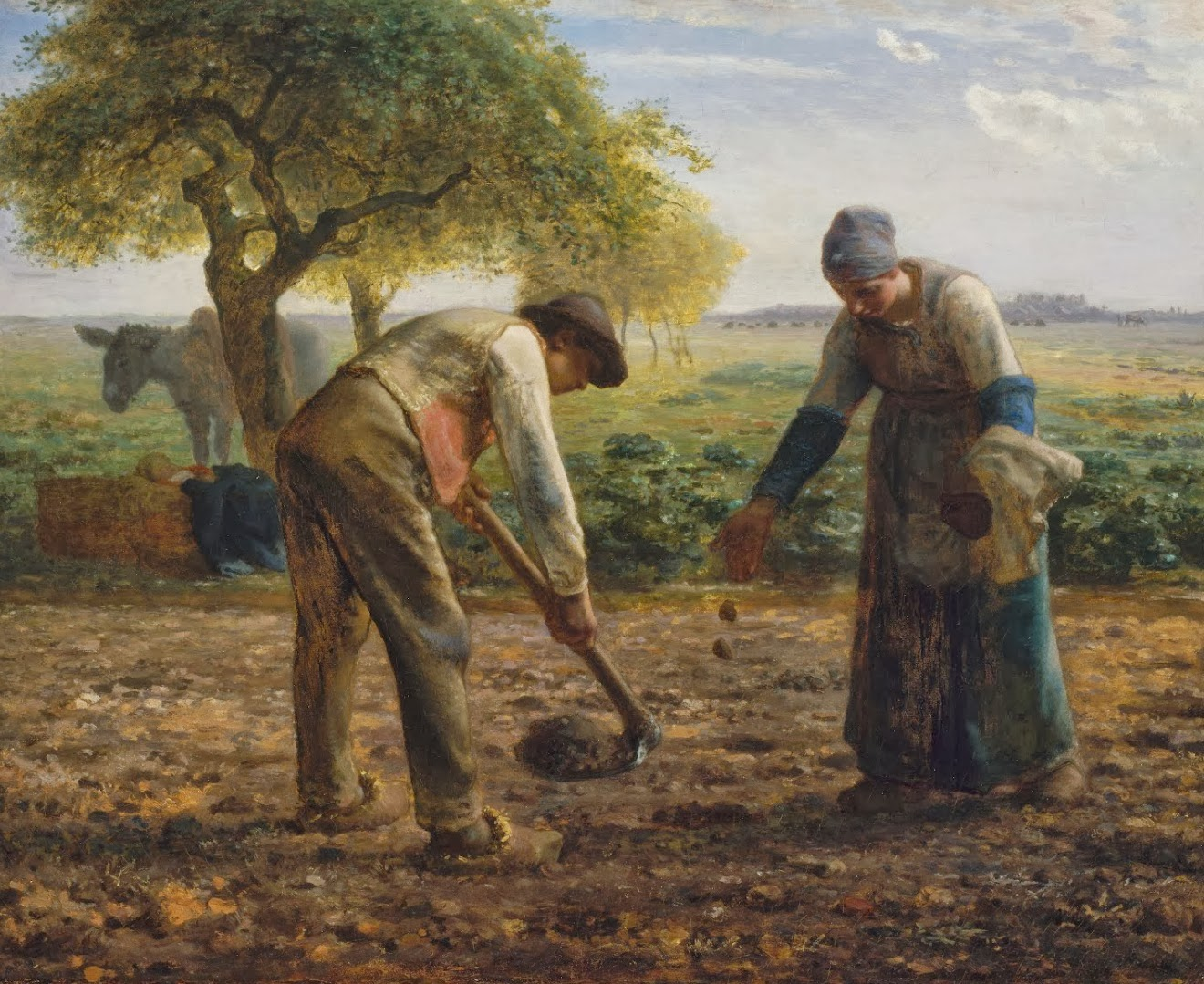
Les Planteurs de pommes de terre, ulei pe pânză, Jean-François Millet, 1862, musée des Beaux-Arts de Boston
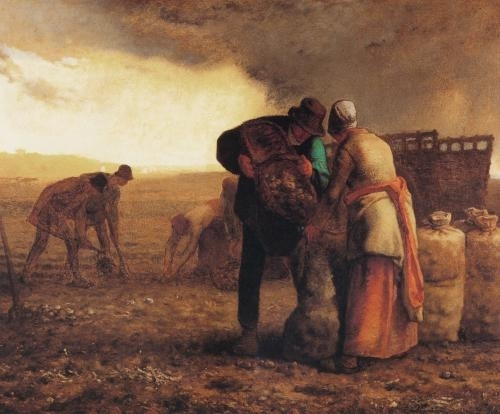
La Récolte des pommes de terre, ulei pe pânză, Jean-François Millet, prin 1855
L'Angélus, ulei pe pânză, Jean-François Millet, 1858, Musée d'Orsay
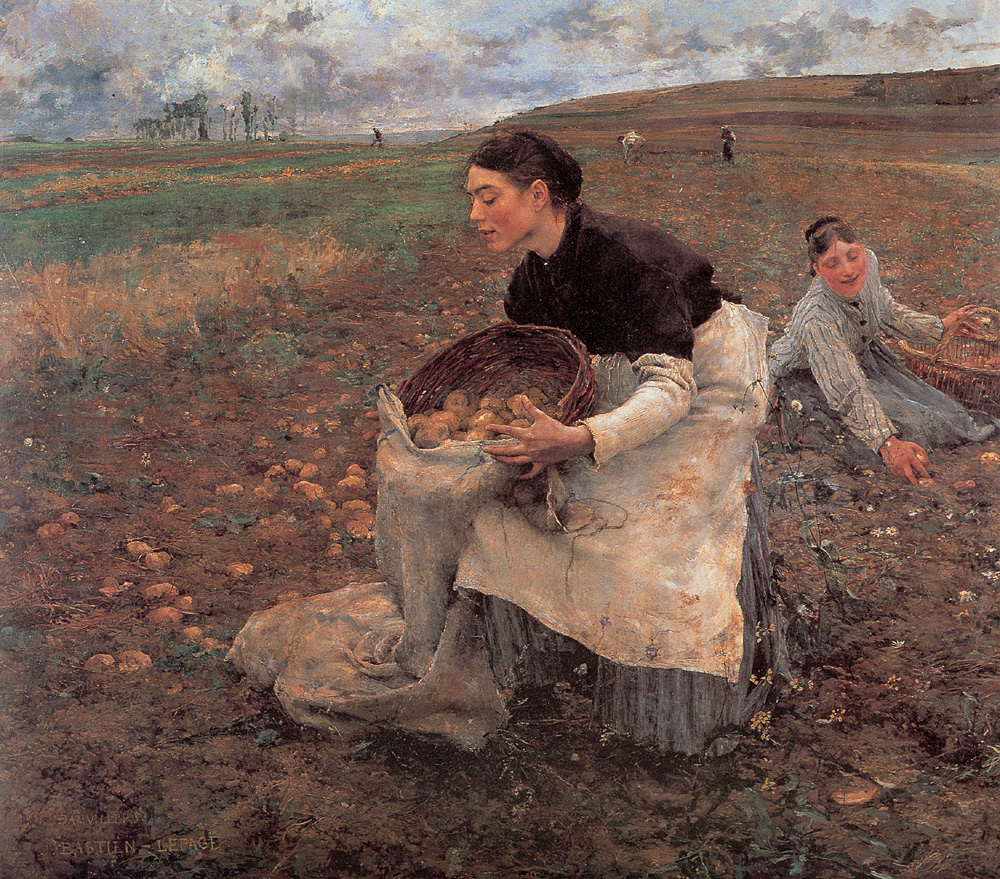
Saison d'octobre, récolte de pommes de terre, ulei pe pânză, Jules Bastien Lepage, 1879, National Gallery of Victoria (Melbourne)
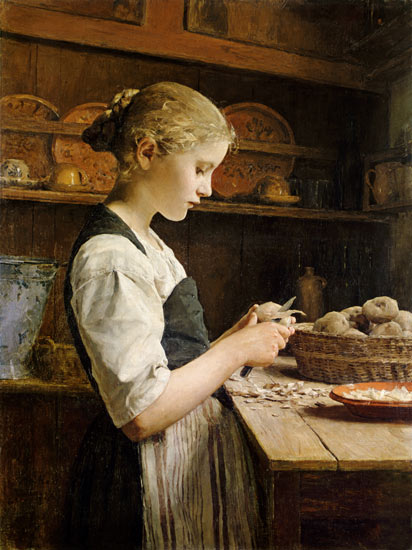
La petite éplucheuse de pommes de terre, ulei pe pânză, Albert Anker, 1886, colecţie particulară
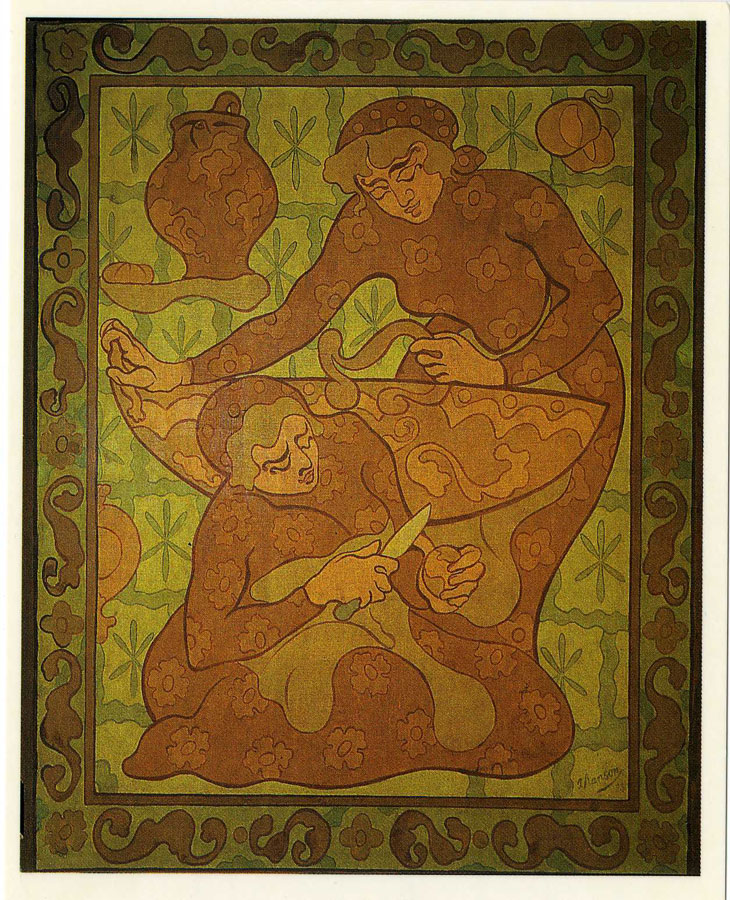
Les éplucheuses de pommes de terre, Paul-Élie Ranson, 1893, Musée du Prieuré